# Clovia internigrans
Clovia internigrans är en insektsart som beskrevs av Jacobi 1921. Clovia internigrans ingår i släktet Clovia och familjen spottstritar. Inga underarter finns listade i Catalogue of Life.